# ヴィラ・ノヴァAC
ヴィラ・ノヴァAC (ポルトガル語: Villa Nova Atlético Clube)は、ブラジル・ミナスジェライス州ノヴァ・リマを本拠地とするサッカークラブである。1908年6月28日設立。

## タイトル

### 国内タイトル
- カンピオナート・ブラジレイロ・セリエB : 1回
  - 1971

- カンピオナート・ミネイロ : 5回
  - 1932, 1933, 1934, 1935, 1951

### 国際タイトル
なし

## 歴代監督
- アレッシャンドレ・タデウ・ガーロ 2003-2004

## 歴代所属選手
- ヘニキ 2012
- レオミネイロ 2014
- ロジェール・ゲレイロ 2016